# The Rugby Championship 2015
Il Rugby Championship 2015 (in inglese 2015 Rugby Championship) fu la 4ª edizione del torneo annuale di rugby a 15 tra le squadre nazionali di Argentina, Australia, Nuova Zelanda e Sudafrica nonché la 20ª assoluta del torneo annuale internazionale di rugby a 15 dell'Emisfero Sud.
Si tenne dal 17 luglio all'8 agosto 2015 e fu vinto per la quarta volta dall'Australia.
A seguito di accordi commerciali di sponsorizzazione, in Argentina il torneo fu noto come 2015 Personal Rugby Championship, in Australia come 2015 Castrol Edge Rugby Championship, in Nuova Zelanda come 2015 Investec Rugby Championship e in Sudafrica come 2015 Castle Rugby Championship.
Così come nelle due precedenti edizioni pre-mondiali, il calendario della competizione fu ridotto per permettere alle quattro contendenti la migliore preparazione alla Coppa del Mondo 2015 in Inghilterra; ogni squadra quindi disputò solo un incontro con ciascuna delle altre tre in gara di sola andata.
Il valore delle marcature, come stabilito dall’IRFB nel 1992, era: 5 punti per ciascuna meta (7 se trasformata), 3 punti per la realizzazione di ciascun calcio piazzato, idem per il drop.

## Avvenimenti
Solo in due incontri furono designati arbitri provenienti dall'Emisfero Sud, i sudafricani Craig Joubert e Jaco Peyper; gli altri quattro incontri furono diretti da Jérôme Garcès e Romain Poite (Francia), Wayne Barnes (Inghilterra) e Nigel Owens (Galles).
Nella prima giornata, tutto sommato preventivabile la vittoria All Blacks sull'Argentina, mentre parzialmente a sorpresa gli australiani batterono il Sudafrica che, fino a pochi minuti dalla fine, conduceva ancora a Brisbane.
La sconfitta degli Springbok compromise le speranze di titolo già dall'inizio.
Nonostante tali premesse, nell'incontro interno a Johannesburg contro la Nuova Zelanda i sudafricani riuscirono a portarsi sul 20-17 a sette minuti dalla fine per poi vedere sfumare matematicamente le speranze di titolo con una meta subìta da Richie McCaw quasi allo scadere; vista la vittoria australiana a Mendoza a casa dei Pumas, l'ultimo incontro in calendario tra i due rivali transoceaniani divenne lo spareggio di fatto per la vittoria del Championship.
A Sydney l'Australia risalì da uno svantaggio 3-6 nel primo tempo fino al 10-6; il risultato fu altalenante e a dieci minuti dalla fine gli Wallabies, in svantaggio di due, realizzarono una meta e passarono in vantaggio poi consolidato nel finale; fu il quarto torneo vinto dall'Australia, il primo assoluto dal 2011 nonché il primo dal 2000 con l'en plein di vittorie.
A Durban, invece, l'Argentina conseguì la sua prima vittoria di sempre sul Sudafrica vincendo 37-25; per la prima volta dal loro ingresso nel Championship i Pumas evitarono così l'ultimo posto, relegandovi il Sudafrica, a propria volta fanalino di coda del torneo per la prima volta nella storia della nuova formula a quattro squadre; l'unica, e più recente, sconfitta degli Springbok contro una rappresentativa latinoamericana era quella contro la formazione del Sudamérica XV che nel 1982 vinse 21-12 a Bloemfontein.

## Nazionali partecipanti e sedi
| Squadra       | Città                 | Impianto interno            |
| ------------- | --------------------- | --------------------------- |
| Argentina     | Mendoza               | Stadio Malvinas Argentinas  |
| Australia     | Brisbane Sydney       | Lang Park Stadium Australia |
| Nuova Zelanda | Auckland Christchurch | Eden Park Rugby League Park |
| Sudafrica     | Durban Johannesburg   | Kings Park Ellis Park       |

## Risultati

### 1ª giornata
| Arbitro: | Craig Joubert |

|                                                         |      |                  |
| McCaw 20’ Nonu 40’ Piutau 42’ K. Read 48’ C. Taylor 71’ | mt   | 55’, 61’ Creevy  |
| Carter 40’, 42’, 48’, 71’                               | tr   | 61’ Sánchez      |
| Carter 5’, 14’                                          | c.p. | 12’, 33’ Sánchez |

| Arbitro: | Nigel Owens |

|                                            |      |                        |
| Ashley-Cooper 32’ Hooper 73’ Kuridrani 80’ | mt   | 37’ Etzebeth 44’ Kriel |
| Cooper 32’, 73’ Giteau 80’                 | tr   | 37’, 44’ Pollard       |
| Cooper 54’                                 | c.p. | 15’, 25’ Pollard       |

### 2ª giornata
| Arbitro: | Jérôme Garcès |

|                      |      |                                  |
| le Roux 9’ Kriel 45’ | mt   | 39’ B. Smith 48’ Coles 73’ McCaw |
| Pollard 9’, 45’      | tr   | 39’, 48’, 73’ Sopoaga            |
| Pollard 20’, 56’     | c.p. | 3’, 80’ Sopoaga                  |

| Arbitro: | Jaco Peyper |

|                       |      |                                                     |
|                       | mt   | 16’ Tomane 58’ Mumm 77’ Kuridrani 78’ Ashley-Cooper |
|                       | tr   | 77’ Foley                                           |
| Sánchez 29’, 40’, 57’ | c.p. | 39’, 42’, 53’, 69’ Foley                            |

### 3ª giornata
| Arbitro: | Wayne Barnes |

|                                      |      |                         |
| Kepu 43’ Ashley-Cooper 60’ White 71’ | mt   | 55’, 64’ Milner-Skudder |
| Giteau 43’, 60’ White 71’            | tr   |                         |
| Giteau 26’ White 68’                 | c.p. | 8’, 29’, 50’ Carter     |

| Arbitro: | Romain Poite |

|                                           |      |                               |
| L. de Jager 35’ W. le Roux 48’ Habana 78’ | mt   | 1’ Bosch 22’, 30’, 41’ Imhoff |
| Pollard 35’, 48’                          | tr   | 1’, 22’, 30’, 41’ Hernández   |
| Pollard 9’, 28’                           | c.p. | 37’ Hernández 39’ Bosch       |
|                                           | drop | 62’ Bosch                     |

## Classifica
| Pos | Squadra       | G | V | N | P | PF | PS | DP  | BMP | Pt |
| --- | ------------- | - | - | - | - | -- | -- | --- | --- | -- |
| 1   | Australia     | 3 | 3 | 0 | 0 | 85 | 48 | +37 | 1   | 13 |
| 2   | Nuova Zelanda | 3 | 2 | 0 | 1 | 85 | 65 | +20 | 1   | 9  |
| 3   | Argentina     | 3 | 1 | 0 | 2 | 64 | 98 | −34 | 1   | 5  |
| 4   | Sudafrica     | 3 | 0 | 0 | 3 | 65 | 88 | −23 | 2   | 2  |